# 유도 결합형 플라스마 발광 분광 분석법

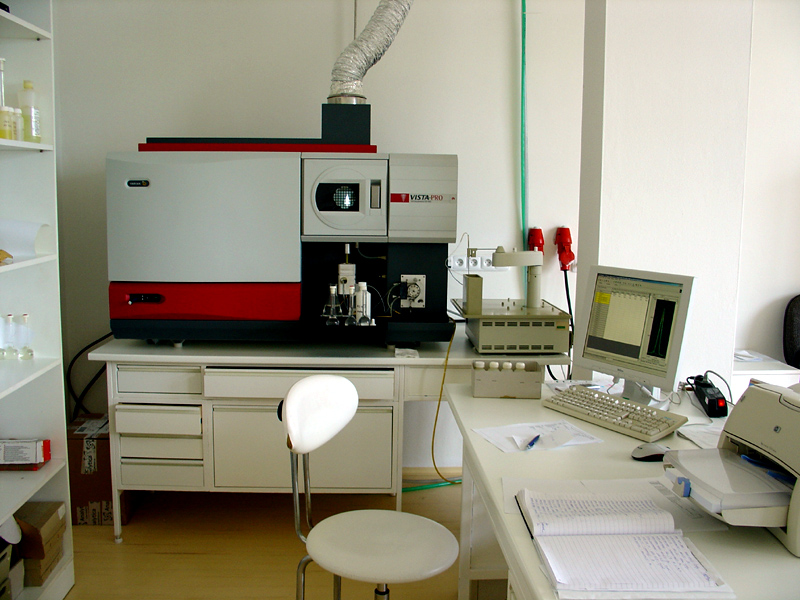
ICP 원자 방출 분광계.

유도 결합형 플라스마 발광 분광 분석법(Inductively coupled plasma atomic emission spectroscopy, ICP-AES)은 유도 결합형 플라스마 광학 방출 분광법(inductively coupled plasma optical emission spectroscopy, ICP-OES)이라고도 하며 화학 원소 검출에 사용되는 분석 기술이다. 이는 유도 결합형 플라스마를 사용하여 특정 요소의 파장 특성에서 전자기 방사선을 방출하는 여기 원자 및 이온을 생성하는 방출 분광학의 한 유형이다. 플라즈마는 이온화된 소스 가스(대개 '아르곤')의 고온 소스(source)이다. 플라스마는 메가헤르츠 주파수에서 전기 코일의 유도 결합에 의해 지속되고 유지된다. 광원 온도 범위는 6000~10,000K이다. 다양한 파장의 빛에서 나오는 방출 강도는 샘플 내의 원소 농도에 비례한다.

## 같이 보기
- 유도 결합 플라즈마 질량 분석기